# Іваки (зупинний пункт)
Іва́ки (біл. Іва́кі) — зупинний пункт Гомельського відділення Білоруської залізниці на лінії Бахмач — Гомель між зупинними пунктами Прудівка (4 км) та Борок (1,8 км).
Розташований в однойменному селі Іваки Добруського району Гомельської області.

## Історія
Колишня назва зупинного пункту — Гордуни.

## Пасажирське сполучення
На зупинному пункті Іваки зупиняються поїзди регіональних ліній економ-класу сполученням: 
- Гомель — Круговець
- Гомель — Куток
- Гомель — Терехівка.